# Блендостово
Блендостово (пол. Błędostowo) — село в Польщі, у гміні Вінниця Пултуського повіту Мазовецького воєводства.
Населення — 212 осіб (2011).
У 1975-1998 роках село належало до Цехановського воєводства.

## Демографія
Демографічна структура станом на 31 березня 2011 року:
|          | Загалом | Допрацездатний вік | Працездатний вік | Постпрацездатний вік |
| -------- | ------- | ------------------ | ---------------- | -------------------- |
| Чоловіки | 112     | 24                 | 77               | 11                   |
| Жінки    | 100     | 13                 | 66               | 21                   |
| Разом    | 212     | 37                 | 143              | 32                   |